# William Montgomery Watt
William Montgomery Watt (14 de março de 1909 – 24 de outubro de 2006) foi um historiador escocês, padre Anglicano e  Professor Emérito de árabe e estudos islâmicos na Universidade de Edinburgh. Watt foi um dos principais intérpretes não-muçulmanos do Islã no ocidente, era um estudioso extremamente influente no campo dos estudos islâmicos e um nome muito reverenciado por muitos muçulmanos em todo o mundo. A biografia completa do profeta islâmico, Maomé, em "Muhammad at Mecca" (Maomé em Meca) (1953) e "Muhammad at Medina" (Maomé em Medina) (1956), são considerados clássicos na área.

## Primeiros Anos
Nasceu em Ceres, Fife, na Escócia em 1909. Seu pai , um sacerdote, morreu quando ele tinha ele apenas 14 meses de idade, e assim foi criado, como filho único,  por sua mãe, e tios em Edimburgo. Educado no George Watson's College, estudou depois nas universidades de Edimburgo, Jena e Oxford.

## Carreira
Embora se especializasse inicialmente em filosofia e teologia, ele se interessou pelo Islã  atrvés de longas conversas com um homem  indiano que era de credo  Ahmadi. Seu estudo sério do árabe começou com Richard Bell, o orientalista de Edimburgo. Ele foi ordenado na Igreja Episcopal em 1939. Sua subsequente nomeação como capelão do Bispado de Jerusalém  (1943-46) levou  seu interesse no Islã para um novo nível.
Pouco depois ele retornou à Escócia, ele foi nomeado conferencista em árabe em Edimburgo em 1946; ali passou quase toda sua longacarreira, aposentando-se  em 1979.
Watt instalou-se em  Dalkeith, fora de Edimburgo, em 1947. Lá ele e sua esposa, Jean Donaldson, com quem se casou em 1943, desfrutaram de uma vida longa e feliz. Além de seus deveres acadêmicos, Watt continuou como sacerdote da Igreja Episcopal Escocesa durante muitos anos até a enfermidade o confinar a casa. 
A vasta produção acadêmica de Watt - ele escreveu 30 livros e dezenas de artigos - fez seu nome conhecido no  Médio Oriente, no subcontinente indiano, na Malásia e na Indonésia, bem como no Ocidente. . Seus livros foram traduzidos para uma vasta gama de outras linguas.
Seus primeiros livros sobre o Islã se concentram principalmente na carreira do Profeta Maomé. Eles são baseados em uma análise detalhada das fontes árabes originais e as duas obras "Muhammad em Mecca" (1953) e, especialmente, "Muhammad em Medina" (1956) continuam sendo estudos clássicos. "Freewill e Predestination in Early Islam" - a sua tese de doutoramento - foi publicado em 1948 e revela o  interesse pela teologia islâmica que permaneceria  toda a sua vida. Ele traduziu a "autobiografia" espiritual do grande estudioso muçulmano medieval Abu Hamid al-Ghazali (The Faith and Practice of al-Ghazali), (1953) e prosegiu com um excelente estudo de al-Ghazali intitulado Muslim Intellectual (1963). De acordo com Carole Hillenbrand, talvez a sua melhor conquista no campo da teologia islâmica tenha sido "The Formative Period of Islamic Thought "(1973). .
Para esses trabalhos sobre teologia, Watt confiou não apenas em fontes árabes primárias, mas, por causa de seu excelente conhecimento do alemão, ele pode recorrer às grandes tradições pioneiras da erudição alemã do século XIX sobre o Islã. Especialmente em seus últimos anos, a escrita de Watt concentrou-se em uma preocupação permanente com o diálogo entre cristãos e muçulmanos - e, neste campo, publicou, por exemplo, "Muslim-Christian Encounters: perceptions and misperceptions "(1991).  Ele também escreveu de forma constante sobre temas cristãos e sua própria fé.
Muito antes da recente onda anti islâmica  no Ocidente, Watt defendeu o diálogo com os muçulmanos , não a sua demonização. Ele duvidava que a conversão fosse adequada e pensava que todas as religiões deveriam colaborar amigávelmente para impedir a onda de materialismo e secularização. Ao contrário de certos estudiosos orientalistas de gerações anteriores, Watt estava de facto convencido de que o Corão era  divinamente inspirado e que Maomé recebera verdadeiras experiências religiosas diretamente de Alá.
M.Watt era um homem tímido, que gostava da vida simples com sua família, em Dalkeith ou em sua casa de verão em Crail, na costa de Fife, caminhando ou  jardinando.Morreu em Edimburgo a  24 de outubro de 2006.

## Obras
- The faith and practice of al-Ghazālī (1953) ISBN 978-0686186106
- Muhammad at Mecca (1953) ISBN 978-0195772784
- Muhammad at Medina (1956) ISBN 978-0195773071 (online)
- Muhammad: Prophet and Statesman (1961) ISBN 978-0198810780, um resumo das duas principais obras acima (online)
- Islamic Philosophy and Theology (1962) ISBN 978-0202362724
- Muhammad: Seal of the Prophets (???)
- Islamic Political Thought (1968) ISBN 978-0852244036
- Islamic Surveys: The Influence of Islam on Medieval Europe (1972) ISBN 978-0852244395
- The Majesty That Was Islam (1976) ISBN 978-0275518707
- What Is Islam? (1980) ISBN 978-0582783027
- Muhammad's Mecca (1988) ISBN 978-0852245651
- Muslim-Christian Encounters: Perceptions and Misperceptions (1991) ISBN 978-0415054119
- Early Islam (1991) ISBN 978-0748601707
- Islamic Philosophy And Theology (1987) ISBN 978-0748607495
- Islamic Creeds (1994) ISBN 978-0748605132
- History of Islamic Spain (1996) ISBN 978-0852243329
- Islamic Political Thought (1998) ISBN 978-0748610983
- Islam and the Integration of Society (1998) ISBN 978-0810102408
- Islam: A Short History (1999) ISBN 978-1851682058
- A Christian Faith For Today (2002) ISBN 0-415-27703-5